# Sak Sutsakhan
General Sak Sutsakhan (Khmer សក់ ស៊ុតសាខន; * 8. Februar 1928 in Battambang; † 29. April 1994 in Phnom Penh) war ein kambodschanischer Politiker und Soldat. Er war das letzte Staatsoberhaupt der Republik Khmer, deren Regime durch die Roten Khmer 1975 gestürzt wurde. Sak Sutsakhan bildete eine pro-amerikanische Truppe namens Khmer Sâ („weiße Khmer“).

## Leben

### Frühe Jahre
Sutsakhan wurde in der Stadt Battambang in West-Kambodscha geboren. Er war der Cousin von Nuon Chea, der später Chefideologe der Roten Khmer wurde. Er studierte an der Königlichen Militärischen Akademie und an der Französischen Generalstabschule in Paris; seine anschließende Karriere mit der kleinen Armee Kambodschas, den Bewaffneten Truppen Königliche Khmer (FARK) hatte seine rasche Promotion zur Folge, und unter dem Regime Sangkum von Norodom Sihanouk, welches sowohl sozialdemokratische als auch nationalistische Ideen vertrat, wurde er 1957 der weltweit jüngste Verteidigungsminister im Alter von 29 Jahren.

### Republik Khmer
Im Anschluss an den Kambodschanischen Coup von 1970, bei dem Prinz Norodom Sihanouk von General Lon Nol abgesetzt worden war, führte Sutsakhan seine Karriere in der Armee fort, nun mit dem Namen Nationale Bewaffnete Truppen Khmer (FANK), und überwachte ihre erhebliche Aufrüstung zwischen 1971 und 1972. Er diente mehrmals als Verteidigungsminister, war Kommandeur der Sondereinsatzkräfte der FANK und genoss unter amerikanischen Diplomaten sowie Beratern den guten Ruf als ein kompetenter Offizier mit viel Erfahrung, der gleichzeitig ein fähiger und unbestechlicher Politiker war.
Nachdem die Mitarbeiter der amerikanischen Botschaft und der amtierende Präsident Saukam Khoy während der Operation Eagle Pull am 12. April die Stadt Phnom Penh verlassen hatten, übernahm ein siebenköpfiges Komitee, angeführt vom Generalleutnant Sak Sutsakhan, die Herrschaft über die kollabierende Republik. Sutsakhan übernahm den Posten des Staatsoberhauptes und saß dem Regierungsrat vor, welcher versuchte, eine bedingte Waffenruhe mit den Roten Khmer zu verhandeln, die Phnom Penh belagerten. Sutsakhan blieb in der Hauptstadt bis kommunistische Truppen am 17. April eindrangen; er entkam mit seiner Familie im letzten Helikopter des alten Regimes, welcher das Olympiastadion Phnom Penh verließ. Sutsakthan war verheiratet und hatte vier Kinder.

### Exil und KPNLF
Sutsakhan ließ sich in den Vereinigten Staaten nieder und wurde amerikanischer Staatsbürger. Nachdem die Roten Khmer von vietnamesischen Streitkräften 1979 vertrieben worden waren, gründeten der Politiker Son Sann und der ehemalige General der FANK Dien Del die Nationale Befreiungsfront der Khmer (KPNLF), eine nicht-kommunistische und größtenteils republikanische Bewegung, welche als Ziel hatte, das von den Vietnamesen eingeführte Regime der Volksrepublik Kampuchea zu beenden. Die Bewegung war ursprünglich eine Koalition verschiedener Widerstandsbewegungen, die meisten davon in den Flüchtlingslagern entlang der Grenze zu Thailand; die Rekrutierung von Sutsakhan, der von den USA 1981 ankam, half der Zulässigkeit der Sache stark. Er wurde Kommandeur des bewaffneten Flügels namens «Bewaffnete Truppen Nationale Befreiungsfront der Khmer» (KPNLAF) und versuchte, eine zentralisierte Struktur einzuführen.
1982 formierte sich eine politische Allianz, die Koalitionsregierung des Demokratischen Kampuchea, aus der KPNLF, den Royalisten der FUNCIPNPEC, angeführt von Prinz Norodom Sihanouk, sowie den restlichen Truppen der Roten Khmer. Nach 1985 trafen sich wichtige Vertreter der Bewegungen, um die militärische Zusammenarbeit zwischen ihnen abzumachen. 
Im gleichen Jahr gab es zwischen Sutsakhan und Sann Meinungsverschiedenheiten in Bezug auf die Zusammenarbeit mit den Royalisten und den Krieg insgesamt. Die resultierende Spaltung in der KPNLF behinderten die Operationen ihrer Streitkräfte: Trotz ursprünglichen Erfolgen im Nordwesten des Landes wurde die Bewegung von der vietnamesischen Offensive zwischen 1984 und 1985 zerschmettert und größtenteils vernichtet. 
Nach den Pariser Friedensverhandlungen von 1991 trennte sich Sutsakhan von Son Sann und der KPNLF und gründete die Liberal-demokratische Partei.
Er starb 1994 in Phnom Penh.

## Publikationen
1980 publizierte Sutsakhan das Buch Die Republik Khmer im Krieg und ihr endgültiges Scheitern, welches eine wichtige Quelle für Informationen über den Kambodschanischen Bürgerkrieg ist.